# 菜の花の彼-ナノカノカレ-
『菜の花の彼-ナノカノカレ-』は、桃森ミヨシ×鉄骨サロによる日本の漫画作品である。『マーガレット』（集英社）2014年1号より連載開始。第41話にて第一部が完結し、第42話より第二部がスタート。同誌2017年18号まで連載された。単行本全14巻。
「傷つくのも恋、癒すのも恋、心が動く新連載」というフレーズで始まった桃森ミヨシ×鉄骨サロ名義での初連載作。2025年7月時点で累計195万部を突破している。
この作品の製作過程について「2人で相談しておおよその展開イメージを共有。→桃森がネームにする。→鉄骨の修正が入り、桃森がネームをきりなおす。時には全く違うものに鉄骨が要所部分ネームをきりなおす。→桃森が完成形にする。→鉄骨が細かい修正をする。」と述べている。またこの作品からカラーは線画を桃森、着色を鉄骨が行っている。

## あらすじ

### 大筋
主人公である“菜乃花”と、同じ年の元彼“鷹人”、初めて好きになった一つ下の中学生“隼太”、3人それぞれの視点から描いた菜乃花をめぐる恋愛物語。3人は別の学校に通っており、各々に違う生活基盤と友達関係がある。単行本7巻で第一部が完結。8巻より第二部がスタートしたが第二部は王道少女漫画だった第一部と雰囲気や展開のスピードが異なり、サスペンス・ファンタジー漫画の要素が強くなる。

### はじまり
中学の時に鷹人と付き合い、うまくいかなかった心の傷を菜乃花は引きずっていた。高校でもまわりのコイバナについていけず友達との関係に温度差があった。でもそんな自分の心を癒してくれた見知らぬ男子学生に、顔も見ないで告白してしまう。それは自分の出身校に通う年下の中学生だった。
そして、その見知らぬ年下の男子学生・隼太に最近彼女と別れたばかりという理由で、菜乃花はふられてしまうが、菜乃花の強い想いに隼太の心が動かされていく。

## 登場人物
綾瀬 菜乃花（あやせ なのか）
高校1年。身長162センチメートル。
大人しそうな外見で友達からは何を考えているかわからないと言われるが、意外と大胆で行動的。友達に何でも相談することは無く、1人でハンバーガーショップに寄ったり1人で考えて行動に移したり、わりと自立している。しかし初恋をしてから昔の自分に戻りたくない気持ちが強くなり、恋だけでなく友達に対する姿勢も変化していくと同時にトラウマでしかなかった元彼への過去の気持ちも前向きに変わっていき隼太と両思いになり付き合い始める。第二部では烏丸と鷹人により記憶喪失にされ鷹人につけ込まれてしまう。
桐山 隼太（きりやま はやた）
菜乃花の出身校である中学に通っている3年生。身長182センチメートル。バレー部。
中学生のわりに背が高く落ち着いていて、誠実で優しいが、たまに中学生らしい幼さも見せる。菜乃花に告白され一度は断るが、菜乃花の思い出の場所とは知らずに「ここから始めさせてほしいんです」と告げ、ゆっくりと菜乃花への気持ちを進めていき菜乃花と両思いになり付き合い始める。第二部では記憶を失った菜乃花に会わずに親の転勤によりアメリカに行ってしまう。菜乃花の記憶から消え、一旦身をひいた。
上杉 鷹人（うえすぎ たかと）
菜乃花の中学時代の元彼。身長174センチメートル。
外見が格好よくモテるが性格に一癖ある。鷹人から告白したが、幼さと気性の荒さから酷い言葉で無意識に菜乃花を傷つけた。その後、進学校の男子校に進み菜乃花とは別れるが、ずっと引きずっており新しく彼女を作ろうとしない。再会してから中学時代の気持ちが初恋だったことに気付きさらに執着するようになり菜乃花が弱っているところにつけ込んで復縁を迫るが隼太に菜乃花を奪い去られ絶望し傷害事件を起こす。第二部では烏丸により追い込まれていく状況と絶望の心理の中で心中まで考え実行に移そうとした。自分自身を菜乃花の記憶喪失につけ込む下劣な男と自覚している。記憶喪失を利用して菜乃花を手に入れようとした。
優子（ゆうこ）
菜乃花の友人。
最初は菜乃花の、恋愛の話題にも女子同士の愚痴にもどちらにも乗ってこない冷めた態度に苛ついていた。しかし、菜乃花の恋を見て自分の愚かさに気付き変化していき、いい友人になりつつある。自分の彼氏を庇うために菜乃花の心中事件の真相を見て見ぬ振りをした。
千里（ちさと）
菜乃花の友人。
恋話しかしない恋愛が中心の女子。しかしその気持ちには友達関係の小さな蟠りもあったことが後に分かってくる。菜乃花と優子のいい友人になりつつある。菜乃花の記憶喪失につけ込んでいる鷹人を卑劣で最低最悪な男と思っている。
大地（だいち）
優子の元彼。菜乃花と同じ学校に通っている。チャラいけど今は本気で優子が好き。
健介（けんすけ）
鷹人の唯一の中学からの友人。中学時代は隼太のバレー部の先輩。
明るくお調子者に見える。たまに鷹人の図星をついてきたり、考え方がわりと大人びている。人に深くは入り込まず客観的な視点の持ち主。
洋（ひろし）
隼太の友達で中学生、バレー部仲間でもある。隼太の元カノであるバレー部マネージャーが好き。
保（たもつ）
隼太の友達で中学生、バレー部仲間でもある。
マネ
周囲からマネと呼ばれている中学バレー部マネージャー。隼太の元カノ。
烏丸 桜治（からすま おうじ）
第二部から登場する。菜乃花と同じ学校の上級生。
「好きってどんな気持ち？」かを知りたがっているが、そのためには手段を選ばない節がある。最初は菜乃花に興味を持つが、次第に鷹人の報われない恋心に興味が移っていく。菜乃花の記憶を奪った。

## 書誌情報
- 桃森ミヨシ×鉄骨サロ 『菜の花の彼-ナノカノカレ-』 集英社 〈マーガレットコミックス〉、全14巻
  1. 2014年4月25日発売[10]、『マーガレット』2014年1号[1][2] - 7号、ISBN 978-4-08-845194-7
  2. 2014年7月25日発売[11]、『マーガレット』2014年8号 - 13号、ISBN 978-4-08-845239-5
    - 番外編 君の花[12]（『マーガレット』2014年8号別冊ふろく『恋する日』）

  3. 2014年10月24日発売[13]、『マーガレット』2014年14号 - 19号、ISBN 978-4-08-845282-1
  4. 2015年1月23日発売[14]、『マーガレット』2014年20号 - 2015年1号、ISBN 978-4-08-845326-2
  5. 2015年4月24日発売[15]、『マーガレット』2015年2号 - 8号、ISBN 978-4-08-845377-4
    - 番外編 とくべつな日（『マーガレット』2015年3・4合併号別冊ふろく『miniマーガレット』）
    - 番外編 〜キセキの一枚〜（『マーガレット』2014年22号別冊ふろく『MARGARET BOY'S HALLOWEEN』）

  6. 2015年7月24日発売[16]、『マーガレット』2015年9号 - 14号、ISBN 978-4-08-845413-9
  7. 2015年10月23日発売[17]、『マーガレット』2015年15号 - 19号[5]、ISBN 978-4-08-845461-0
    - 番外編[18]（『ザ マーガレット』2015年10月号）

  8. 2016年1月25日発売[19]、『マーガレット』2015年20号[6] - 2016年1号、ISBN 978-4-08-845509-9
  9. 2016年4月25日発売[20]、『マーガレット』2016年2号 - 7号、9号、ISBN 978-4-08-845551-8
  10. 2016年8月25日発売[21]、『マーガレット』2016年10号 - 15号、ISBN 978-4-08-845618-8
  11. 2016年11月25日発売[22]、『マーガレット』2016年16号 - 21号、ISBN 978-4-08-845663-8
  12. 2017年2月24日発売[23]、『マーガレット』2016年22号、24号 - 2017年5号、ISBN 978-4-08-845728-4
  13. 2017年5月25日発売[24]、『マーガレット』2017年6号 - 11号、ISBN 978-4-08-845758-1
  14. 2017年9月25日発売[25]、『マーガレット』2017年12号 - 18号[3][4]、ISBN 978-4-08-845818-2

### 単行本未収録作品
- 菜の花の彼-ナノカノカレ- ディレクターズカット版[18]（『ザ マーガレット』2015年10月号）